# Terellia sarolensis
Terellia sarolensis är en tvåvingeart som först beskrevs av Agarwal och Kapoor 1985.  Terellia sarolensis ingår i släktet Terellia och familjen borrflugor. Inga underarter finns listade i Catalogue of Life.